# Lithodes murrayi
La centolla (Lithodes murrayi) es una especie de crustáceo decápodo que integra el género de cangrejos litódidos Lithodes. Habita el lecho marino de las frías aguas oceánicas circumpolares subantárticas, si bien su taxonomía y real distribución geográfica ha estado afectada de múltiples cambios. 

## Taxonomía, hábitat y distribución
Lithodes murrayi fue descrita originalmente en el año 1888 por el científico John Robert Henderson. 
Los primeros ejemplares de la especie fueron colectados el 27 de diciembre de 1873 por la expedición del “Challenger”, a 570 m de profundidad en la estación 145-A frente a las islas del Príncipe Eduardo, al sur de Sudáfrica, entre los sectores subantárticos de los océanos Atlántico e Índico.
Hábitat
Habita en aguas oceánicas frías, desde 1015 metros de profundidad hasta la zona intermareal.
Distribución
Luego de su descubrimiento, solo fue recién recapturada en 1 de diciembre de 1930, a 120 m de profundidad frente a la isla Macquarie, a mitad de camino entre el sur de Australia y la Antártida. La siguiente captura ocurrió en noviembre de 1960, a 698 m de profundidad en las islas Solander, estrecho de Foveaux, Nueva Zelanda. Luego siguieron reportes de ejemplares colectados varados en la playa en el archipiélago francés de las islas Crozet, en el océano Índico subantártico en la isla de la Posesión y en la del Este.
También en el Índico fue indicada para las aguas de la isla de Reunión (al este de Madagascar).
En Sudamérica el primer reporte ocurrió en el sur de Chile, en el Estrecho de Magallanes, donde fue indicada de la isla Dawson y de la bahía Brookes en el seno Almirantazgo (a 70 m de profundidad). Por el sudeste del océano Pacífico alcanza Chile central, mientras que en el sudoeste del océano Atlántico, llega por el norte hasta península Valdés, en la Patagonia argentina. 
En África fue indicada para KwaZulu-Natal (Sudáfrica) y la isla de Ámsterdam en el Índico y para Namibia en el Atlántico.
Si bien en 1995 fue reportada en el mar de Bellingshausen (océano Antártico), la presencia de esta especie allí requiere verificación.
Es que buena parte de su otrora extensa distribución que le era adjudicada fue puesta en duda. Los registros sudamericanos serían confusiones con la muy similar Lithodes turkayi. Los especímenes de Sudáfrica y del canal de Mozambique ahora se consideran que pertenecen a Lithodes mamillifer. Se ha demostrado que los registros de Nueva Zelanda deben referirse a una especie endémica Lithodes aotearoa, mientras que los de la isla Macquarie ahora son considerados como Lithodes macquariae.
Características
Se caracteriza por poseer el rostro elongado y orientado hacia arriba, con su extremo apical bífido, provisto en el sector medio de 2 espinas fuertes; los pereiópodos son largos y delgados, estando recubiertos con menos cantidad de espinas, al igual que en el carapacho; en el cefalotórax, las espinas dorsales son menos prominentes y menos agudas que las de los lados.
Hembras ovíferas, con longitudes de entre 56 y 82 mm, portaban de 388 a 3582 huevos, con diámetros de entre 1920 y 2880 u.m.